# Santa Maria Maggiore in Aventino
Santa Maria Maggiore in Aventino era uma pequena capela rural localizada na região do monte Aventino antes de a região ser urbanizada, no rione Ripa de Roma. Ela ficava mais ou menos onde está o canto nordeste da Piazza del Tempio di Diana atualmente. Era dedicada a Virgem Maria e foi demolida no final do século XIX quando a região foi loteada.
O Mapa de Nolli (1748) mostra uma fazenda ou uma villa para o sudeste de Santa Sabina e uma estradinha cujo traçado corresponde ao da moderna Via Raimondo de Capua. Outra estrada seguia para o leste a partir da extremidade norte de Santa Prisca. A propriedade era completamente cercada por vinhas. Pelo mapa, a igreja tinha um plano retangular com uma abside semicircular e ficava para oeste do complexo principal. A região da Campagna tinha várias propriedades similares com suas próprias capelas, mas esta parece ter sido a única remanescente no interior das muralhas na época.